# Campeonato da Europa de Atletismo de 2010 - Lançamento de disco masculino
A prova do lançamento de disco masculino do Campeonato da Europa de Atletismo de 2010 foi disputada entre os dias 31 de julho e 1 de agosto de 2010 no Lluís Companys em Barcelona,  na Espanha. 

## Recordes
Antes desta competição, os recordes mundiais e do campeonato nesta prova eram os seguintes:
|                       | Nome           | Nacionalidade     | Distância | Local          | Data                |
| --------------------- | -------------- | ----------------- | --------- | -------------- | ------------------- |
| Recorde mundial       | Jürgen Schult  | Alemanha Oriental | 74m 08cm  | Neubrandenburg | 6 de junho de 1986  |
| Recorde do campeonato | Róbert Fazekas | Hungria           | 68m 83cm  | Munique        | 1 de agosto de 2002 |
| Recorde europeu       | Jürgen Schult  | Alemanha Oriental | 74m 08cm  | Neubrandenburg | 6 de junho de 1986  |

Os seguintes recordes foram estabelecidos durante esta competição: 
| Data        | Evento | Atleta            | Nacionalidade | Distância | Notas                 |
| ----------- | ------ | ----------------- | ------------- | --------- | --------------------- |
| 1 de agosto | Final  | Piotr Małachowski | Polónia       | 68m 87cm  | Recorde do campeonato |

## Medalhistas
| Ouro                    | Prata                | Bronze               |
| Piotr Małachowski (POL) | Robert Harting (DEU) | Róbert Fazekas (HUN) |

## Cronograma
Todos os horários são locais (UTC+2).
| Data        | Hora  | Evento       |
| ----------- | ----- | ------------ |
| 31 de julho | 10:10 | Qualificação |
| 1 de agosto | 19:45 | Final        |

## Resultados

### Qualificação
Qualificação: Desempenho de 63.50 m (Q) ou os 12 melhores qualificados (q).
| Posição | Grupo | Atleta                | Nacionalidade | #1    | #2    | #3    | Resultados | Notas |
| ------- | ----- | --------------------- | ------------- | ----- | ----- | ----- | ---------- | ----- |
| 1       | A     | Robert Harting        | Alemanha      | 63,17 | 66,93 |       | 66,93      | Q     |
| 2       | A     | Gerd Kanter           | Estónia       | 65,43 |       |       | 65,43      | Q     |
| 3       | B     | Mario Pestano         | Espanha       | 62,47 | 64,95 |       | 64,95      | Q     |
| 4       | A     | Róbert Fazekas        | Hungria       | 64,30 |       |       | 64,30      | Q     |
| 5       | A     | Märt Israel           | Estónia       | 63,27 | 63,99 |       | 63,99      | Q     |
| 6       | A     | Virgilijus Alekna     | Lituânia      | 61,08 | x     | 63,93 | 63,93      | Q     |
| 7       | B     | Piotr Małachowski     | Polónia       | 63,69 |       |       | 63,69      | Q     |
| 8       | A     | Frank Casañas         | Espanha       | 63,61 |       |       | 63,61      | Q     |
| 9       | B     | Martin Wierig         | Alemanha      | x     | 58,64 | 62,57 | 62,57      | q     |
| 10      | A     | Sergiu Ursu           | Roménia       | x     | 61,11 | 62,43 | 62,43      | q     |
| 11      | B     | Martin Marić          | Croácia       | 61,26 | 62,27 | x     | 62,27      | q     |
| 12      | B     | Erik Cadée            | Países Baixos | 61,86 | x     | 61,97 | 61,97      | q     |
| 13      | A     | Przemyslaw Czajkowski | Polónia       | 59,36 | 60,87 | 61,97 | 61,97      |       |
| 14      | B     | Roland Varga          | Estónia       | 60,53 | 61,11 | 61,55 | 61,55      |       |
| 15      | B     | Gerhard Mayer         | Áustria       | 59,88 | 59,31 | 60,76 | 60,76      |       |
| 16      | A     | Bogdan Pishchalnikov  | Rússia        | 55,89 | 57,42 | 60,69 | 60,69      |       |
| 17      | A     | Apostolos Parellis    | Chipre        | x     | 58,09 | 60,57 | 60,57      |       |
| 18      | A     | Niklas Arrhenius      | Suécia        | 60,25 | 57,30 | 58,98 | 60,25      |       |
| 19      | B     | Aleksander Tammert    | Estónia       | 60,07 | 59,38 | 58,98 | 60,07      |       |
| 20      | B     | Frantz Kruger         | Finlândia     | 59,55 | x     | x     | 59,55      |       |
| 21      | B     | Zoltán Kővágó         | Hungria       | x     | x     | 59,04 | 59,04      |       |
| 22      | A     | Mikko Kyyrö           | Finlândia     | 58,02 | 58,96 | x     | 58,96      |       |
| 23      | B     | Jan Marcell           | Chéquia       | x     | 58,95 | 57,73 | 58,95      |       |
| 24      | B     | Markus Münch          | Alemanha      | 58,81 | 58,25 | x     | 58,81      |       |
| 25      | A     | Ivan Hryshyn          | Ucrânia       | 57,90 | 58,36 | 58,61 | 58,61      |       |
| 26      | B     | Mihai Grasu           | Roménia       | 57,61 | x     | 58,55 | 58,55      |       |
| 27      | B     | Dzmitry Sivakou       | Bielorrússia  | 57,42 | 58,53 | x     | 58,53      |       |
| 28      | A     | Gaute Myklebust       | Noruega       | 55,60 | x     | 58,39 | 58,39      |       |
| 29      | B     | Aleksas Abromavicius  | Lituânia      | 58,05 | x     | x     | 58,05      |       |
| 30      | A     | Marin Premeru         | Croácia       | x     | 57,85 | 58,03 | 58,03      |       |
| 31      | B     | Oleksiy Semenov       | Ucrânia       | x     | x     | 56,92 | 56,92      |       |
| 32      | A     | Libor Malina          | Chéquia       | 53,64 | x     | x     | 53,64      |       |

### Final
| Posição           | Atleta            | Nacionalidade | #1    | #2    | #3    | #4    | #5    | #6    | Resultados | Notas                 |
| ----------------- | ----------------- | ------------- | ----- | ----- | ----- | ----- | ----- | ----- | ---------- | --------------------- |
| Medalha de ouro   | Piotr Małachowski | Polónia       | 65,84 | 68,87 | x     | 64,06 | x     | 64,37 | 68,87      | Recorde do campeonato |
| Medalha de prata  | Robert Harting    | Alemanha      | 68,33 | 66,46 | 68,47 | 66,35 | 66,86 | 68,34 | 68,47      |                       |
| Medalha de bronze | Róbert Fazekas    | Hungria       | 64,84 | 64,85 | 66,43 | x     | 64,65 | 66,15 | 66,43      | Recorde da temporada  |
| 4                 | Gerd Kanter       | Estónia       | 63,17 | 64,57 | 65,38 | 63,85 | 65,44 | 66,20 | 66,20      |                       |
| 5                 | Virgilijus Alekna | Lituânia      | 62,05 | 63,59 | 63,19 | 63,15 | 64,64 | 63,56 | 64,64      |                       |
| 6                 | Mario Pestano     | Espanha       | 64,41 | 61,02 | 64,51 | 63,98 | 63,38 | 62,57 | 64,51      |                       |
| 7                 | Martin Wierig     | Alemanha      | 60,96 | 63,32 | x     | 63,24 | x     | 61,91 | 63,32      |                       |
| 8                 | Sergiu Ursu       | Roménia       | 60,73 | 61,36 | 63,11 | x     | 61,90 | 62,11 | 63,11      |                       |
| 9                 | Märt Israel       | Estónia       | x     | 62,59 | x     |       |       |       | 62,59      |                       |
| 10                | Martin Marić      | Croácia       | 61,52 | x     | 62,53 |       |       |       | 62,53      |                       |
| 11                | Frank Casañas     | Espanha       | x     | 62,15 | x     |       |       |       | 62,15      |                       |
| 12                | Erik Cadée        | Países Baixos | x     | x     | x     |       |       |       | NM         |                       |

Legenda
| Recorde mundial       | Recorde mundial (World record)               |                       | Recorde africano                      | Recorde africano (African) |                                           | Q | Classificado por posição (Qualified) |
| Recorde do campeonato | Recorde do campeonato (Championship record)  | Recorde da América    | Recorde da América (Americas)         | q                          | Classificado por melhor tempo (Qualified) |   |                                      |
| Melhor marca do ano   | Melhor marca do ano (World leading)          | Recorde asiático      | Recorde asiático (Asian)              | DNS                        | Não largou (Did not start)                |   |                                      |
| Recorde nacional      | Recorde nacional (National record)           | Recorde europeu       | Recorde europeu (European)            | DNF                        | Não terminou (Did not finish)             |   |                                      |
| Recorde pessoal       | Recorde pessoal do atleta (Personal best)    | Recorde da Oceania    | Recorde da Oceania (Oceania)          | DSQ / DQ                   | Desclassificado (Disqualified)            |   |                                      |
| Recorde da temporada  | Recorde da temporada do atleta (Season best) | Recorde sul-americano | Recorde sul-americano (South America) | NM                         | Sem marca (No mark)                       |   |                                      |